# Hamburgsund
Hamburgsund är en tätort i Tanums kommun, i Bohuslän, Västra Götalands län.
Hamburgsund med omgivningar är ett bra exempel på norra Bohusläns kustlandskap, kala berg med lersediment i dalbottnarna. Fördjupningen, som bildar Sundet, är en av landskapets många nord-sydliga sprickdalar, här fylld av havet.
I yttersta havsbandet cirka 5 km sydväst om Hamburgsund finns den spektakulära båken Saltskärs käring. Båken finns avbildad i Hamburgsunds logotyp.

## Etymologi
Namnet på sundet mellan fastlandet och Hamburgö skrivs på 1300-talet Hornborosvondom, det namnet övertas långt senare av samhället. Förledet kommer från önamnet Hornbora, "den med horn försedda", som syftar på Hamburgös utskjutande uddar i söder och väster. Jämför Homborsund i Norge.
Hamburgsund har ingen koppling till den tyska staden Hamburg, inte heller till stadens namn.

## Historia
Redan på 1000-talet fanns tingsplatsen för Viken vid klippan, som idag kallas Hornborgs slott vid Hamburgsundet, strax söder om nuvarande Hamburgsund. Idag finns en replika av en vikingaby vid tingsplatsen, benämnd som Hornbore by.
Hamburgsund omnämns, i dokumentation kring Öresundstullen, år 1585 som tullstation. Under 1700-talets sillperiod fanns längs det skyddade sundet mellan Hamburgö och fastlandet ett flertal trankokerier.
I början av 1800-talet var bebyggelsen fortfarande sparsam, men tog fart när befolkningen började bedriva fraktfart. Skutor från Hamburgsund fraktade trä och tegel från Norge, kol och koks från Göteborg samt sill och sten från Bohuslän.
Ytterligare en viktig faktor i Hamburgsunds snabba utveckling under slutet av 1800-talet var omfattande etablering av stenindustrier i trakten.

### Befolkningsutveckling
| Befolkningsutvecklingen i Hamburgsund 1960–2020                           | Befolkningsutvecklingen i Hamburgsund 1960–2020 | Befolkningsutvecklingen i Hamburgsund 1960–2020 | Befolkningsutvecklingen i Hamburgsund 1960–2020 | Befolkningsutvecklingen i Hamburgsund 1960–2020 |
| ------------------------------------------------------------------------- | ----------------------------------------------- | ----------------------------------------------- | ----------------------------------------------- | ----------------------------------------------- |
|                                                                           |                                                 |                                                 |                                                 |                                                 |
| År                                                                        |                                                 |                                                 | Folkmängd                                       | Areal (ha)                                      |
| 1960                                                                      | 1960                                            |                                                 | 400                                             |                                                 |
| 1965                                                                      | 1965                                            |                                                 | 445                                             |                                                 |
| 1970                                                                      | 1970                                            |                                                 | 536                                             |                                                 |
| 1975                                                                      | 1975                                            |                                                 | 587                                             |                                                 |
| 1980                                                                      | 1980                                            |                                                 | 606                                             |                                                 |
| 1990                                                                      | 1990                                            |                                                 | 659                                             | 98                                              |
| 1995                                                                      | 1995                                            |                                                 | 745                                             | 100                                             |
| 2000                                                                      | 2000                                            |                                                 | 765                                             | 101                                             |
| 2005                                                                      | 2005                                            |                                                 | 801                                             | 101                                             |
| 2010                                                                      | 2010                                            |                                                 | 818                                             | 101                                             |
| 2015                                                                      | 2015                                            |                                                 | 706                                             | 137                                             |
| 2020                                                                      | 2020                                            |                                                 | 708                                             | 143                                             |
| Anm.: 2015 utbröts delen på Hamburgö till en egen småort benämnd Hamburgö |                                                 |                                                 |                                                 |                                                 |

## Samhället
Hamburgsund är ett fortfarande levande kustsamhälle med rötter i fiske, fraktfart och stenhuggeri. En del av samhället ligger på fastlandet och en del på andra sidan sundet, på Hamburgö. Över sundet går en av Trafikverkets linfärja. Färjeleden är 130 m lång och kallas Hamburgsundsleden och drivs av Trafikverket Färjerederiet.
En stor del av den äldre bebyggelse som finns kring sundet är bevarad, såväl bostadshus som sjöbodar.
På berget ovanför färjeläget ligger Hamburgsunds kapell.
Samhället är ihopvuxet med byn Hökebacken.

## Näringsliv
Varor fraktar man än idag i Hamburgsund, även om skutan idag enbart är firmamärke för det lokala lastbilsåkeriet, som dock har sitt ursprung i fraktfart till sjöss.
Hamburgsund hade tack vare sin skyddade hamn en av Bohusläns största flottor av mindre fartyg för kustfraktfart. Den siste skepparen försvann så sent som på 1970-talet.
Kustfisket är fortfarande en viktig näring i Hamburgsund, med en av kommunens största fiskehamnar. Dessutom fungerar Hamburgsund som serviceort för den omgivande landsbygden.
Som så många andra orter vid den tiden hade även Hamburgsund en egen tillverkning av läskedrycker, detta låg på Hamburgö.
Hamburgsunds Sko etablerade sig i den gamla fiskkonservfabriken i Hamburgsund på 1970-talet. Då med viss egen tillverkning i liten skala. Senare blev den en ren detaljist och kunde genom expansion även etablera sig i Grebbestad och på Torp Köpcentrum Uddevalla.

## Kultur
Flera filmer har till stor del spelats in i trakten av Hamburgsund, till exempel En sång för Martin.
I Hamburgsund finns en livaktig Folkets Hus-förening. I Folkets Hus visas film, bland annat har förhandsvisningar skett av i trakten inspelade spelfilmer.

## Nolhotten

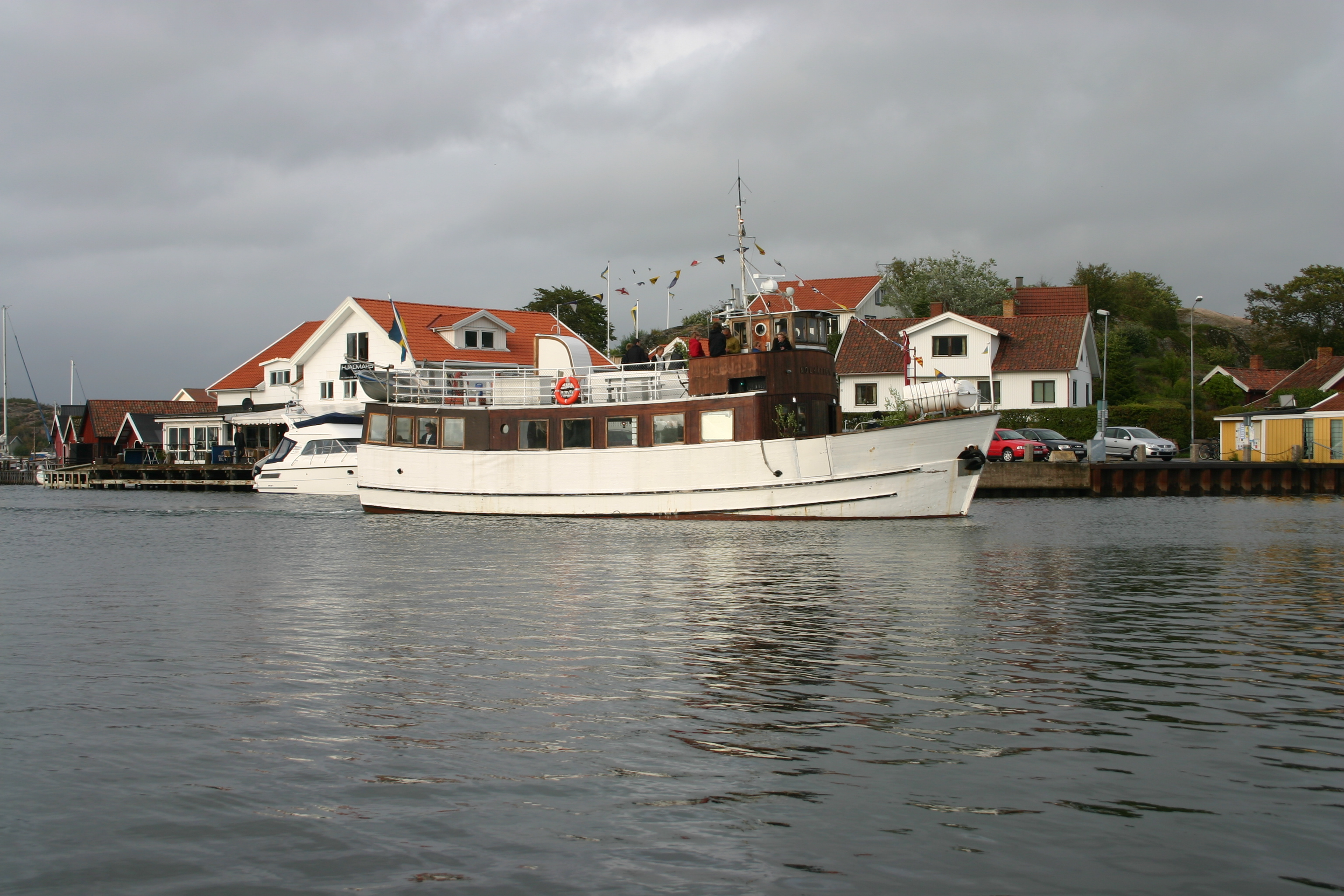
M/S Nolhotten på väg in i hamn.

Med fartyget M/S Nolhotten kör skepparen Stellan Johansson passagerare runt i fjällbackaskärgården, samtidigt som han berättar historier, skrönor och historiska fotnoter från bygden. Eller som han själv säger: "Ruskiga historier och historiska ruskigheter". En "nolhott" är enligt befolkningen i södra Bohuslän en människa från norra delen av landskapet eller från gränstrakterna till Norge och Dalsland.